# Михальчик, Юлия Сергеевна
Ю́лия Серге́евна Миха́льчик (род. 2 февраля 1985, Сланцы, Ленинградская область, СССР) — российская певица, актриса, телеведущая, композитор и автор песен.

## Биография
Окончила музыкальную школу по классу фортепиано. С 6 лет выходила на сцену, исполняя песню «Кис-кис-мяу! Вот и вся музы́ка!». С 1996 года участвовала в детском шоу «Саманта» и в «Хоре радио и телевидения Пятого канала Санкт-Петербурга».
Несколько раз становилась лауреатом разнообразных международных музыкальных конкурсов: в 1999 году — «Звонкие голоса»; в 2000 году — конкурса «Янтарная звезда» в Юрмале: в 2001 году конкурса «Молодой Петербург», конкурса «Голоса мира» и Санкт-Петербургского конкурса «Кумиры XXI века» (Гран-при). С 2002 года стала работать солисткой в Санкт-Петербургском проекте «KORONE», с которым были записаны песни «Это не любовь», «Ночной блюз», «Синие глаза» и другие.
Окончила общеобразовательную школу в 2002 году с серебряной медалью. Училась в Санкт-Петербургском гуманитарном университете профсоюзов по специальности «Связи с общественностью»; будучи студенткой первого курса, работала ведущей «Молодёжного телеканала» на ТНТ. Ради того, чтобы участвовать в телевизионном проекте Первого канала «Фабрика звёзд», пришлось уйти из университета. По утверждению самой Юлии в эфире Comedy Radio от 23 июня 2013 года, СПГУП не дал ей возможность временно прервать обучение, использовал эту ситуацию, чтобы показать свою принципиальную позицию. Позднее Юлия закончила Российский государственный гуманитарный университет (РГГУ) по специальности PR.
Первый успех пришёл после исполнения на «фабрике» таких песен как «Питер», «Птица», «Голоса», «Ветер» («Боле Сих Любы»), «La Mia Anima» и других.
Участвовала в концертном шоу «Аль Бано и его леди» в феврале 2005 года в Государственном Кремлёвском дворце, транслировавшемся на Первом канале, исполняя два дуэта с Аль Бано «Сhe Sara» и «Свадьба» (из репертуара Муслима Магомаева). Выступала в дуэте с Рикардо Фольи с песней «Незабудка» в концертной программе «Мелодии и ритмы зарубежной эстрады по-русски 2», также транслируемой на Первом канале. Музыка песни «Лебедь белая» на слова Ольги Коротниковой (Ольги Виор), вошедшей в первый альбом, была написана самой Юлей: 

«Композиция сразу попала в главный хит-парад страны „Золотой граммофон“, а затем и в его телевизионную версию».— Русское радио
В августе 2005 года у Юлии вышел видеоклип на эту песню, снятый московским режиссёром Максимом Рожковым.
На 6-й церемонии награждения лучших российских исполнителей премией «Русского радио Санкт-Петербург» 20 ноября 2005 года она была удостоена народной премии «Золотой граммофон» за песню «До свидания, Питер», авторы А. Яковель и О. Коротникова (О. Виор).
Дебютный альбом «Если придёт зима» был выпущен 9 февраля 2006 года компанией «Союз» и занял 3 место в голосовании за «Лучший поп-альбом 2006 года», получив 110 087 голосов, что составило 25 % от всех проголосовавших.
На 2-м Всероссийском Фестивале молодых исполнителей «Пять звёзд», состоявшемся в сентябре 2006 года в Сочи и показанном на Первом канале, Юлия завоевала Гран-при. В том же году для фильма «Там, где живёт любовь» (режиссёр Владимир Шевельков) была записана одноимённая песня.
В составе дуэта с победителем «Сан-Ремо 1994» Алеандро Бальди на сцене СК «Олимпийский» Юлия спела две песни «Лебедь белая» и Non Amarmi в концертной программе «Ретро FM в Сан-Ремо» в марте 2007 года. Эта концертная программа 16 февраля 2013 года транслировалась Первым каналом.
Второй её альбом «Ко́сы» был представлен публике 6 декабря 2007 года в рамках шоу Любови Воропаевой «Золотая персона», проходившем в Golden Palace. Выход альбома сопровождался разгромными рецензиями в прессе Гуру Кена и Николая Фандеева.
В 2008 году она участвовала во Всероссийском отборе на конкурс «Евровидение 2008», где она спела английскую версию композиции «Холодными пальцами» — Cold Fingers, с которой она прошла в финальную часть.
Песни на музыку Евгения Крылатова «Не бойся полюбить» поэта Е. Евтушенко и «Где ты, мама» И. Резника были записаны весной 2009 года для шестнадцатисерийного фильма режиссёра Сергея Никоненко, «Аннушка».
Она сыграла роль Шарлотты в рок-опере «Парфюмер», поставленной в 2009 году по роману Патрика Зюскинда.
Песня в исполнении дуэта Ю. Михальчик и Е. Анегина — «О любви», на музыку А. Лунёва и стихи Лары Д’Элиа, была презентована 16 февраля 2010 года в клубе «Метрополь», где Юлия также исполнила песню собственного сочинения «Ты не бойся».
Она участвовала в концерте «Аль Бано и его леди. Часть вторая», состоявшемся в Государственном Кремлёвском Дворце 12 и 13 марта 2010 года и демонстрировавшемся на Первом канале, где она спела Aria Pura и «Свадьба» в дуэте с Аль Бано.
Видеоклип режиссёра Ильи Стюарта на песню «Ты не бойся» был закончен 20 июля 2010 года.
Новая песня «Долюшка» (Павел Тарасенко — Светлана Тарасенко) увидела свет весной 2011 года, а в конце лета была презентована ещё одна авторская песня Юлии Михальчик — «Свеча».
Интернет-альбом песен в стиле ретро, записанный ещё в 2008 году, был выпущен только осенью 2011 года. В декабре вышла новая композиция «Матушка-река» на музыку Д. Мосс и стихи Л. Лерокс, ставшая впоследствии саундтреком к вышедшему в 2012 году фильму «Сердце не камень» режиссёра Дмитрия Сорокина. Видеоклип режиссёра Евгения Папковича и оператора Виталия Ершова на песню «Матушка-река» снимался в тех же краях, что и сериал.
В апреле 2012 года режиссёром Алексом Хамраевым было закончено создание клипа «Одна свеча».
10 песен было записано в 2013 году специально для многосерийного фильма о судьбе и творчестве Валентины Толкуновой.
23 июня 2013 года в эфире Comedy Radio она сообщила о планах снова приступить к творческой деятельности.
В 2019 году поп-исполнительница Юлия Михальчик подала документы для участия в выборах муниципальных депутатов Санкт-Петербурга округа «Сергиевское». 34-летняя певица шла самовыдвиженкой. В документах, сданных в местную избирательную комиссию, Михальчик указала, что родилась в Ленинградской области, но живёт в Москве. В качестве основного места работы она указала «ИП Михальчик Ю. С.».
Юлия Михальчик до сих пор продолжает концертную деятельность. 27 мая[уточнить] она выступала на Дне города Петербурга в ДК «Ленсовета», 12 июня[уточнить] — участвовала в большом праздничном концерте на Красной площади.
29 августа 2019 года в день закрытия Международного конкурса молодых исполнителей «Новая Волна 2019» в Сочи состоялась премьера новой работы Юлии Михальчик «Снова и снова». Певица представила публике очень актуальный, пластичный и технически сложный номер, который специально готовился для выступления на «Новой Волне». Эта работа певицы — международный проект, в котором приняли участие британские композиторы и продюсеры: Эд Дрюитт и Эндрю Джексон.

## Общественная позиция
Юлия Михальчик поддержала вторжение России на Украину .

## Личная жизнь
- Муж — Владимир Гоев (с 2011 по 2016 год), бизнесмен; они познакомились в 2009 году, весной 2016 года развелись[30].
  - Сын — Александр Гоев (он родился в марте 2013 г.)[31].

1 марта 2024 года Юлия Михальчик родила второго ребёнка. Имя, пол и отец ребёнка неизвестны.

## Дискография
- 2006 — «Если придёт зима…»[33][34]

1. «Ангел» (А. Яковель — Н. Павлова)

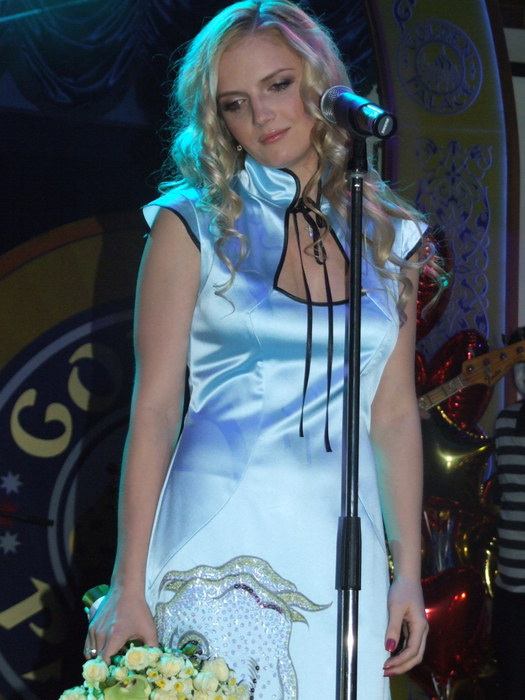
В 2007 году

2. «Такси» (А. Лунев — О. Коротникова)
3. «Лебедь белая» (Ю. Михальчик — О. Коротникова)
4. «Маме» (муз. и сл. Ю. Михальчик)
5. «Это просто» (муз. и сл. А. Гаврилов)
6. «Со льдом» (А. Кнауэр — Ю. Волев)
7. «С тобой» (муз. и сл. Ю. Михальчик)
8. «Зима» (муз. и сл. К. Кокорин)
9. «До свидания, Питер» (А. Яковель — О. Коротникова)

Бонус-треки:
1. «Люби его» (acoustic version) (муз. и сл. Ю. Михальчик)
2. «Такси» (bandoleon mix)

- 2007 — «Ко́сы»[35]

1. «Молитва» (муз. и сл. Ю. Михальчик)
2. «Быстрей» (Ю. Михальчик — О. Коротникова)
3. «Ко́сы» (муз. и сл. А. Яковель)
4. «Верую» (Ю. Михальчик — О. Коротникова)
5. «Это не любовь» (С. Кокая — Г. Витке)
6. «К сердцу прижму» (муз. и сл. О. Попков)
7. «Мне снилось» (С. Кокая — К. Старлит)
8. «Холодными пальцами» (муз. и сл. Н. Павлова)
9. «Разве не было любви» (С. Кокая — О. Коротникова)

Бонус-треки:
1. «С тобой» (ремикс) (муз. и сл. Ю. Михальчик)
2. «Первое свидание» (ремикс) (С. Кокая — сл. О. Коротникова)

- 2010 — «Ретро-хиты»[36]

1. «Один раз в год» (В. Шаинский — М. Рябинин)
2. «Белая черёмуха» (В. Добрынин — А. Жигарев)
3. «До свиданья, милый» (Тото Кутуньо — Ольга Коротникова)
4. «Эхо любви» (слова: Р. Рождественский — музыка: Е. Птичкин)
5. «Раздумье» (П. Аедоницкий — И. Шаферан)
6. «Весна» (В. Миляев)
7. «Случайность» (Бюль-Бюль Оглы — неизв. автор)
8. «Красно солнышко» (П. Аедоницкий — И. Шаферан)
9. «Лебединая верность» (Е. Мартынов — А. Дементьев)
10. «Лесной олень» (Е. Крылатов — Ю. Энтин)
11. «А он мне нравится» (В. Шаинский — А. Жигарев)

Бонус-трек:
12. «Аве Мария» (музыка Владимира Вавилова)

## Клипы
- 2004 — «Со льдом»[37] (режиссёр — Владимир Шевельков[8])
- 2005 — «Лебедь белая»[38] (режиссёр — Максим Рожков[8], оператор — Э. Мошкович)
- 2010 — «Ты не бойся»[39] (режиссёр — Илья Стюарт, оператор-постановщик — Мурад Осман)
- 2012 — «Надежда на завтра»
- 2012 — «Одна свеча»[40] (режиссёр — Алекс Хамраев)
- 2012 — «Матушка-река»[41] (режиссёр — Евгений Папкович)
- 2018 — «Девушка простая»[42] (режиссёр — Рустам Романов)
- 2019 — «Снова и снова»[43] (режиссёр — Рустам Романов)
- 2019 — «Учителя» (режиссёр — Рустам Романов)
- 2023 — «Любовь-упрямый сердцеед» (режиссёр — Александр Игудин)
- 2025 — «Лучшие подруги»
- 2025 — «Любовь-сирота» (режиссёр — Александр Дмитренко)

## Награды
- 1999 — лауреат международного конкурса «Звонкие голоса» в городе Выборге
- 2000 — лауреат международного конкурса «Янтарная звезда» в городе Юрмала
- 2001 — лауреат конкурса «Молодой Петербург» в городе Санкт-Петербурге
- 2001 — лауреат международного фестиваля «Шире круг» в городе Нарва
- 2001 — гран-при конкурса «Кумиры XXI века» в городе Санкт-Петербурге
- 2003 — третье место в телепроекте Первого канала «Фабрика звёзд»
- 2005 — премия «Золотой граммофон» за песню «До свидания, Питер» в городе Санкт-Петербурге[44]
- 2006 — гран-при фестиваля молодых исполнителей «Пять звёзд»[1][45]
- 2019 — премия «Шансон года» за песню «Девушка простая»
- 2019 — премия «Песня года» за песню «Снова и снова»
- 2024 — премия «Шансон года» за песню «Любовь-упрямый сердцеед»
- 2024 — премия «Песня года» за песню «Любовь-сирота»